# Clodia
Clodia was een van de bekendste Romeinse vrouwen in de eerste eeuw v.Chr. Ze is hoofdzakelijk bekend uit de redevoering Pro Caelio van Cicero, die een erg negatief beeld van haar geeft.
Clodia Pulchra was een dochter van Appius Claudius Pulcher, die in 79 v. Chr. consul was, en een onbekende moeder. Ze was een halfzuster van onder andere Publius Clodius Pulcher (de beruchte bendeleider) en van Appius Claudius Pulcher (consul in 54 v.Chr.), die dezelfde vader, maar een andere moeder hadden.
Clodia heette oorspronkelijk Claudia, maar ging haar naam volgens de volkse uitspraak spellen - net als haar halfbroer Publius Clodius - om zich populairder te maken bij het volk. Zij was getrouwd met Quintus Caecilius Metellus Celer en wordt daarom ook wel Clodia Metelli genoemd. Het was een publiek geheim dat zij haar echtgenoot vaak ontrouw was. Nog vóór de dood van Metellus (in 59 v.Chr.) stond ze in aristocratische kringen bekend als een van de meest losbandige vrouwen van Rome. In zijn redevoering Pro Caelio beschuldigt Cicero haar ervan haar echtgenoot met vergif te hebben omgebracht. 
De dichter Catullus heeft haar naam vereeuwigd, omdat hij haar in zijn gedichten (hoogstwaarschijnlijk) voorgesteld heeft als zijn geliefde Lesbia. Ook met Marcus Caelius Rufus, een jongeman uit de bende van Catilina, heeft zij een relatie gehad, maar Caelius brandmerkte haar later als quadrantaria Clytaemnestra (d.i. Klytaimnestra van een kwartje). 
Uit de wederzijdse haatgevoelens tussen haar en Cicero hebben boze tongen, mogelijk ten onrechte, afgeleid dat zij een (afgewezen?) minnares van de grote politicus is geweest. Cicero, die een levendig portret van haar schetst in zijn Pro Caelio, vergelijkt haar in zijn correspondentie met de godin Juno (waarmee hij haar ervan verdenkt een incestueuze verhouding met haar broer te hebben gehad). 
Clodia was een van de drijvende krachten achter het proces tegen Caelius in 56 v.Chr., waarschijnlijk uit rancune omdat Caelius het met haar had uitgemaakt, terwijl zij gewend was zelf haar minnaars te laten zitten. Doordat Caelius werd vrijgesproken, leed Clodia groot gezichtsverlies. Zij verdween echter niet uit Rome, want in zijn brieven (onder andere uit 45 v.Chr.) noemde Cicero haar nog meermaals.

## Referentie
- Julia Dyson Hejduk, Clodia. A Sourcebook, Univ. of Oklahoma Press 2008 Google Books